# モスポイント (ミシシッピ州)
モスポイント（英: Moss Point）は、アメリカ合衆国ミシシッピ州のジャクソン郡にある都市。人口は1万2147人（2020年）。パスカグーラ都市圏に含まれる。市内に低地が多いため、2005年にメキシコ湾岸を襲ったハリケーン・カトリーナによって重大な浸水被害を受けた。

## 地理
モスポイント市は北緯30度24分40秒 西経88度31分31秒 / 北緯30.410999度 西経88.525140度に位置している。
アメリカ合衆国国勢調査局に拠れば、市域全面積は26.8平方マイル (69 km2)であり、このうち陸地25.0平方マイル (65 km2)、水域は1.8平方マイル (4.7 km2)で水域率は6.61%である。

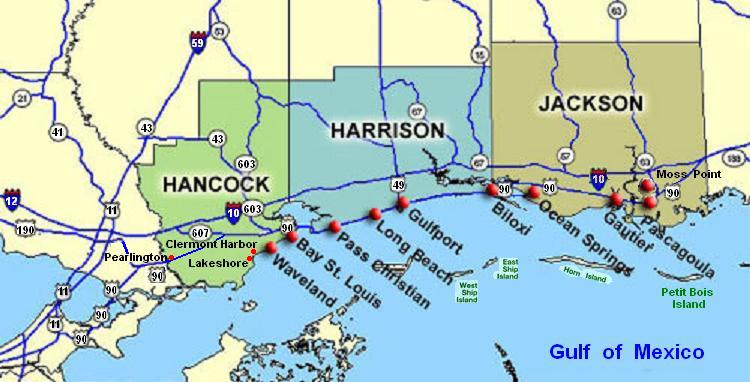
ミシシッピ州のメキシコ湾岸、モスポイント市は右端にあり、パスカグーラの北、アメリカ国道63号線に沿っている

## 人口動態
以下は2000年国勢調査による人口統計データである。
| 基礎データ - 人口: 17,653 人 - 世帯数: 6,714 世帯 - 家族数: 5,228 家族 - 人口密度: 344.8人/km2（634.0 人/mi2） - 住居数: 6,237 軒 - 住居密度: 96.3軒/km2（249.4 軒/mi2） 人種別人口構成 - 白人: 28.04% - アフリカン・アメリカン: 70.56% - ネイティブ・アメリカン: 0.15% - アジア人: 0.21% - 太平洋諸島系: 0.03% - その他の人種: 0.44% - 混血: 0.57% - ヒスパニック・ラテン系: 1.00% 年齢別人口構成 - 18歳未満: 26.8% - 18-24歳: 9.5% - 25-44歳: 25.8% - 45-64歳: 25.3% - 65歳以上: 12.6% - 年齢の中央値: 37歳 - 性比（女性100人あたり男性の人口） - 総人口: 91.2 - 18歳以上: 87.4 | 世帯と家族（対世帯数） - 18歳未満の子供がいる: 31.6% - 結婚・同居している夫婦: 44.7% - 未婚・離婚・死別女性が世帯主: 23.7% - 非家族世帯: 26.0% - 単身世帯: 22.8% - 65歳以上の老人1人暮らし: 8.6% - 平均構成人数 - 世帯: 2.75人 - 家族: 3.21人 収入と家計 - 収入の中央値 - 世帯: 32,075米ドル - 家族: 37,712米ドル - 性別 - 男性: 31,126米ドル - 女性: 20,550米ドル - 人口1人あたり収入: 15,537米ドル - 貧困線以下 - 対人口: 17.8% - 対家族数: 15.8% - 18歳未満: 23.2% - 65歳以上: 17.3% |

## 教育
モスポイント市の公共教育は、モスポイント教育学区が管轄している。

## 犯罪
犯罪統計は2010年から取られている。年間平均で、強姦16件、強盗31件、加重暴行71件、夜盗411件、窃盗311件、自動車泥棒70件が起きている。 City-data.com による3年平均犯罪指数は、人口10万人当たり615.8 だった。アメリカ合衆国平均は309.2である。

## ハリケーン・カトリーナ
2005年8月29日、ハリケーン・カトリーナがニューオーリンズ中心部の東30マイル (48 km) を通過した時に、モスポイントはその風が強い東側にあった。モスポイント市は1日の内に洪水となるか破壊された。暴風は数時間吹きまくり、高潮は20フィート (6 m) になった所もあった。

## 姉妹都市
ハリケーン・カトリーナの被害の後、バーモント州バーリントンがモスポイントの姉妹都市となり、必要とされる援助を提供した。

## 著名な出身者
- デビン・ブッカー、NBAバスケットボール選手、2015年からフェニックス・サンズに所属する1996年生まれの新鋭
- トニー・シップ、メジャーリーグベースボール選手、クリーブランド・インディアンス、ヒューストン・アストロズ他